# Belle (película de 2013)

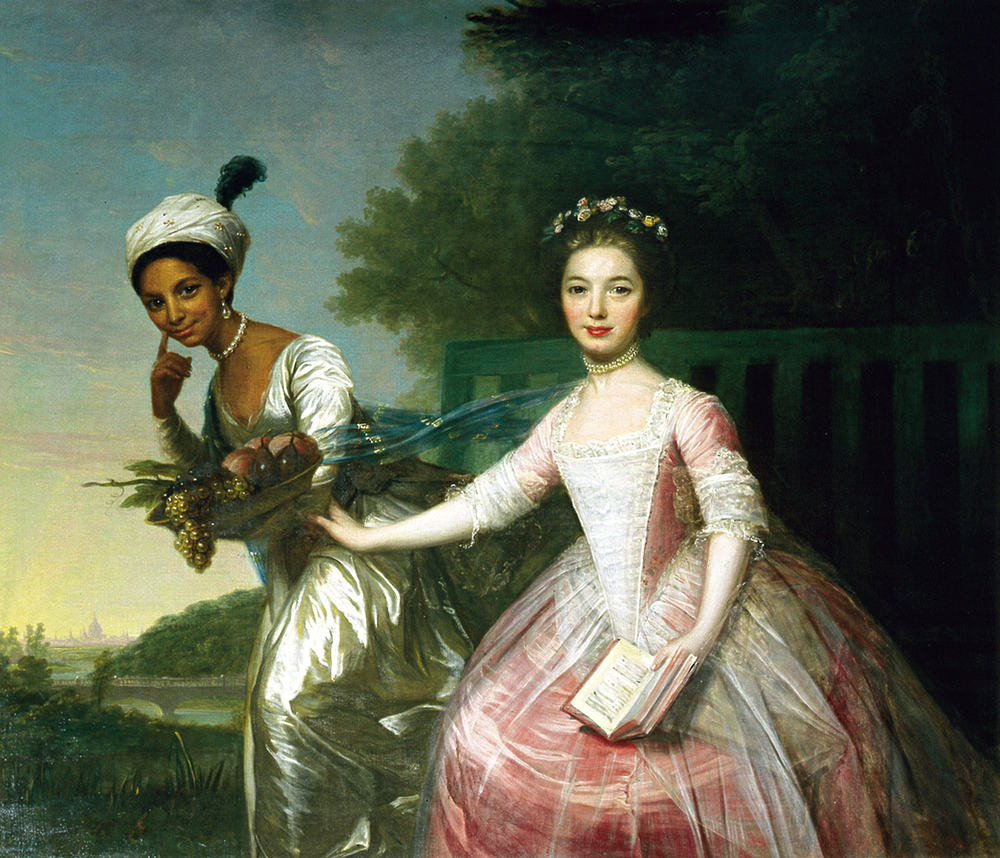
Retrato de Dido Elizabeth Belle Lindsay (1761-1804) y su prima Elizabeth Murray (1760-1825), atribuido a Johann Zoffany. Scone Palace, Perthshire, Escocia.

Belle es una película británica de 2013, de género drama de época. Fue dirigida por Amma Asante, con guion de Misan Sagay y producida por Damian Jones. La cinta está protagonizada por Gugu Mbatha-Raw, Tom Wilkinson, Miranda Richardson, Penelope Wilton, Sam Reid, Matthew Goode, Emily Watson, Sarah Gadon, Tom Felton y James Norton.
La película está inspirada en la pintura de 1779 de Dido Elizabeth Belle junto a su prima Lady Elizabeth Murray, en Kenwood House. Este lienzo fue encargado por su tío abuelo, William Murray, 1er conde de Mansfield y presidente del Tribunal Supremo de Inglaterra. Muy poco se conoce sobre la vida de Dido Belle, solo se sabe que nació en las Indias Occidentales y era la hija mulata ilegítima del sobrino de Mansfield. Se encontraba en situación de pobreza por lo que su padre la confió al cuidado de Mansfield y su esposa. La película se centra en la relación sentimental de Dido con un aspirante a abogado; y se desarrolla en un momento de gran importancia para la legislación sobre la esclavitud. El caso judicial que se conoció como la masacre del Zong, en el que los esclavos de un barco negrero murieron arrojados por la borda y el propietario demandó a la compañía de seguros por las pérdidas ocasionadas por la muerte de los esclavos. Lord Mansfield dictó una sentencia en este caso en 1786, en una decisión que contribuyó a la abolición de la esclavitud en Gran Bretaña.

## Argumento
Dido Elizabeth Belle Lindsay nació en 1761, era la hija natural de Maria Belle, una mujer africana esclavizada en las Indias Occidentales, y de John Lindsay, un capitán de la Real Navy (Marina Real Británica). Después de la muerte de la madre de Dido, en 1765, su padre la llevó desde los barrios más pobres en las Indias Del Occidentales  y la confió a su tío William Murray, primer conde de Mansfield y presidente del Tribunal Supremo, y a su mujer, Elizabeth, quiénes vivían en Kenwood House, una propiedad en Hampstead, en Londres. El señor y la señora Mansfield criaron a Dido como una dama libre, junto con su sobrina Elizabeth Murray, quién vino para vivir con ellos después de que su madre muriera y su padre se volviera a casar. Cuándo las dos primas llegaron a la edad adulta, Mansfield encargó un retrato de su dos sobrinas, pero Dido es infeliz aproximadamente sentando para él tan está preocupada que retrate su como subordinar, como otros retratos ha visto describiendo aristócratas con criados negros. El padre de Dido muere y le deja la suma generosa de 2.000 libras al año, cantidad bastante para hacerle una solicitada heredera. Elizabeth, por el contrario, no tendrá ningún ingreso de su padre, cuyo hijo de su segundo matrimonio ha sido nombrado su único heredero. Los arreglos están hechos para Elizabeth para tener su debut en sociedad, pero Señor y Señora Mansfield creen que ningún caballero apalabrará casar Dido debido a su estado de raza mixta, así que mientras viaje a Londres con su prima, no es presentada en sociedad.
Mansfield acogió al  hijo de un vicario, John Davinier, para ser aprendice de leyes. En 1783, Mansfield oye sobre el caso Zong, el cual habla de una masacre de esclavos, con respecto al pago de una reclamación de seguro, por los esclavos fallecidos cuándo fueron arrojados por la borda a orden del capitán de una embarcación esclavista; un acontecimiento conocido como la masacre de Zong. Dido ayuda su tío con su correspondencia y después de que John le  habla sobre el caso Zong, Dido comienza a escudriñar la correspondencia. Este caso adelantará la Abolición de la esclavitud. Mansfield y John tienen un desacuerdo sobre el asunto principal del caso. Mansfield le prohíbe a John que continue viendo a Dido y no será más su tutor.  Las tías de Dido, Mansfield y su hermana, la senora Murray, buscan llevar a  Dido a un compromiso con Oliver Ashford, hijo de una maquinadora dama y hermano menor de James Ashford. Al principio James está interesado en Elizabeth pero al cortejarla descubre que esta no tiene dote alguno. Oliver, quién no tiene fortuna, le propone matrimonio  a Dido y esta acepta, pero continua viendo a John. Luego James acecha Dido con violencia y la irrespeta.  Dido le comenta esto a Elizabeth y le da a conover que James tiene mal carácter y le cede parte de su herencia a Elizabeth para que esta pueda conseguir un mejor pretendiente. Luego de eso el señor Mansfield se entera de que Dido y John han continuado su relación y los confronta a ambos. John le profesa su amor a Dido y luego se rompe el compromiso que esta tenía con Oliver.
Dido muestra alivio cuando la pintura es develada mostrando a Elizabeth como su igual. Ella le dice a Mansfield que la Comisión de retratos demuestra que se  puede desafiar la Convención. Dido se cuela en el balcón del mesón de la corte, de modo que ella puede oír a señor Mansfield.  
El sindicato de comercio de esclavos determinó que debido a la sobrecarga de esclavos en el barco y la falta  de agua potable los esclavos habían enfermado y los oficiales del barco ordenaron la masacre porque era más rentable cobrar el seguro que poner esclavos enfermos en subasta.
Luego de eso Mansfield ve a John y a Dido afuera de la corte luego del litigio y le dice a Dido que ella puede solamente casarse con un caballero.  Por lo tanto accede a retomar a John como aprendiz de leyes así él puede convertirse en abogado.  Dido y John comparten un beso ambos percatandose de sus sentimientos amorosos.  

La historia cuenta que Dido and John se casaron y tuvieron dos hijos, (de hecho tuvieron 3), y que Elizabeth también se casó y tuvo hijos, y que la pintura fue colgada en la casa de Kenwood hasta 1922 cuando fue movida a el Palacio Scone en Escocia, el lugar de nacimiento de Lord Mansfield.

## Reparto
- Gugu Mbatha-Raw como Dido Elizabeth Belle.
- Tom Wilkinson como William Murray, primer conde de Mansfield.
- Sam Reid como John Davinier.
- Emily Watson como Elizabeth Murray, condesa de Mansfield.
- Sarah Gadon como Lady Elizabeth Murray.
- Miranda Richardson como Lady Ashford.
- Penelope Wilton como Lady Mary Murray.
- Tom Felton como James Ashford.
- James Norton como Oliver Ashford.
- Matthew Goode como Captain Sir John Lindsay.
- Alex Jennings como Lord Ashford.

## Pintura
En la película se muestra una réplica de la pintura con las caras de las actrices que interpretan a los personajes originales. En la versión ficticia, está ausente el gesto del dedo hacia la mejilla de Dido, así como el turbante emplumado que luce en el cuadro original. La imagen original se muestra en pantalla al final de la película.
La pintura de 1779, que alguna vez se pensó que era obra de Johann Zoffany, ahora se atribuye a un artista desconocido. La pintura estuvo expuesta en  Kenwood House hasta 1922 y ahora cuelga en Palacio de Scone en Perthshire, Escocia. Constituye uno de los primeros retratos europeos que representa a una persona de raza negra a igual nivel que un aristócrata blanco, aunque las poses implican distinciones, ya que la "formalidad y el librero" de Elizabeth contrastan con la figura "natural salvaje y exóticamente turbante de Belle".

## Producción
El rodaje empezó el 24 de septiembre de 2012. La película estuvo disparada encima ubicación en el Isle de Hombre, Oxford y Londres. Es el primer movimiento británico importante cuadro para ser disparado en cierto-4K, utilizando Sony F65 CineAlta cámara de producción digital. La película estuvo producida por DJ Películas, Isle de Película de Hombre, y Cuadros de Pinar con soporte del BFI.
Diseñador de producción Simon Bowles creó el siglo XVIII Bristol Muelles en el Isle de Hombre y creado Kenwood Casa, basado en un número de stately casas en el área de Londres.
La música original para la película fue compuesta por Rachel Portman.